# せがわきり
せがわ きり（本名：瀬川 貴理、1971年12月9日 - ）は、日本のタレント、児童文学作家。

## 来歴・人物
東京都新宿区西新宿の飲食店（バー）の一人娘として生まれる。幼稚園の頃に長崎県での居住歴がある。新宿区立淀橋第六小学校、私立中高一貫校（女子高）を経て、国士舘大学在学中の1992年8月、少女時代（主として中学生・高校生時代）の思い出を綴ったエッセイ集『アジのひらきは栄養満点 - キリちゃんのトーキョー少女日記』を出版。その本の帯に野坂昭如が文を書いた事から、週刊誌「SPA!」1992年10月7日号の「中森文化新聞」（中森明夫が主宰していたコーナー。現在は終了）に取り上げられ、それを契機にタレント活動を開始。以後10年余りに渡って、テレビ番組のリポーター、ラジオ番組のDJやアシスタントを務める。
代表的なレギュラー出演番組は、『トゥナイト2』（テレビ朝日系）である。リポーターデビューは、前身番組『トゥナイト』時代の1993年8月であるが、1999年10月に結婚した為、『トゥナイト2』を降板するまでの約6年間リポーターとして出演した。
『トゥナイト2』を降板してからは、児童文学作家としての活動を開始し、2000年から2002年の3年間に、4冊の本を出版している。しかし、2001年4月に出産を経験し、母親になったこともあって、2003年以降は児童文学作家としての活動は休止している。
現在は東京・世田谷区の飲食店『池尻餃子.』を経営。テレビ・ラジオのレギュラー番組はないが、2005年に一人息子とのハワイ留学経験を綴った『WE MADE IT! ハワイ親子プチ留学 - お金? 夫の理解!? 英語がダメ! をのりこえて』を出版した。
資格マニアの一面があり、宅地建物取引士の資格を持っている。

## 出演番組

### テレビ
- トゥナイト（テレビ朝日系、1993年8月 - 1994年3月）
- トゥナイト2（テレビ朝日系、1994年4月 - 1999年10月）
- 天才てれびくんワイド（NHK教育テレビ）天てれ俳句道場（1999年4月 - 2000年3月）
- 将棋の時間（NHK教育テレビ）将棋講座（2000年4月 - 2000年9月）
- 脱がせ屋「高須」のモンド無用!（MONDO21）
- 新春将棋バトル（NHKBS 2008年）

### ラジオ
- 高田文夫のラジオビバリー昼ズ（ニッポン放送、1994年10月 - 1996年9月）
- RADIO MAGAZINE WHAT'S IN?（JFN系、1996年4月 - 2001年4月・2001年6月 - 2004年3月）

2001年4月 - 2001年6月は出産のため一時降板。TOKYO FMの上田万由子アナウンサーが代理を務めた。
- J-POP SQUARE（FM-FUJI、金曜日、1995年頃 - 1996年9月）

## 著作
- 『アジのひらきは栄養満点 - キリちゃんのトーキョー少女日記』（騎虎書房〔現：きこ書房〕） 1992年

- 『新宿キッズ』（リヨン社） 1998年

- 『夏のむこうへ』（学習研究社、学研の新・創作シリーズ） 2000年

- 『台風』（学習研究社、学研の新・創作シリーズ） 2001年

- 『ブーアの森』（せがわきり原作（文）、忌野清志郎絵、TOKYO FM出版） 2002年

- 『由美と美由のひみつ』（学習研究社、学研の新・創作シリーズ） 2002年

- 『WE MADE IT! ハワイ親子プチ留学 - お金? 夫の理解!? 英語がダメ! をのりこえて』（VIENT刊） 2005年

## CD
- KA・RA・O・KEでOK!（マーキュリー・ミュージックエンタテインメント）1995年

G CRUSHのシングルであるが、「WITH KIRI」として歌唱・ラップに参加している。タイアップとしてカラオケ会社のCMでも流れた。
- ブーアの森へ（avex trax）2002年

忌野清志郎のCDであるが、トラック2「ブーアの森（ドラマ）」で声の出演をしている。